# Saga Sarkola
Saga Sarkola, född 1994, är en finländsk skådespelare.
Sarkola har bland annat medverkat i TV-serierna Mumindalen (2019-2020), Tjockare än vatten (2014-2020) Ondskan från 2023. Hon har även medverkat i den finska filmen Minnet av vatten från 2022 där hon spelar en av huvudrollerna.

## Filmografi (i urval)
- 2014–2020 – Tjockare än vatten (TV-serie)
- 2019–2020 – Mumindalen (TV-serie)
- 2020 – Tove
- 2022 – Minnet av vatten
- 2023 – Hormoner! (TV-serie)
- 2023 – Ondskan (TV-serie)